# 泾阳崇文塔
34°29′48″N 108°56′15″E / 34.49667°N 108.93750°E
泾阳崇文塔位于中国陕西省咸阳市泾阳县崇文镇太平村，俗称“铁佛寺塔”，2001年被列为第五批全国重点文物保护单位。
泾阳崇文塔始建于明万历十九年（1591年）至三十三年，清同治元年（1862年）寺院被毁，仅存寺塔和山门。崇文塔为楼阁式砖塔，八角十三层，高87.218米，塔基为须弥座，边长9米。